# Urelumab
Urelumab – lek biologiczny, ludzkie przeciwciała monoklonalne skierowane przeciwko receptorowi immunoregulatorowemu CD-137 (jeden z receptorów czynnika martwicy nowotworu, TNF). Stymulacja CD-137 zwiększa odpowiedź immunologiczną organizmu a szczególnie odpowiedź przeciwko komórkom nowotworowym. Cząsteczka jest obecnie w drugiej fazie badań klinicznych.